# Marga Philip
Marga Philip  (* 18. März 1900 als Margareta Nockher in Köln-Lindenthal; † 28. September 1974 in Köln) war eine deutsche Frauenrechtlerin und Sozialpolitikerin. Sie war aktives Mitglied in Kölner Frauen- und Wohlfahrtsvereinen und Förderin von zahlreichen sozialen Projekten. In den 1950er Jahren war sie als geschäftsführende Vorsitzende der Arbeitsgemeinschaft der Kölner Frauen-Verbände und Vizepräsidentin des Deutschen Frauenrings tätig.

## Leben und Wirken
Margareta Nockher wurde am 18. März 1900 in Köln geboren. Nach Abschluss der Höheren Schule begann sie eine Ausbildung zur Kindererzieherin, die sie mit einem Examen abschloss. Am 29. Mai 1923 heiratete sie den Juristen Paul Philip. Ab Mitte der 1920er Jahre engagierte sie sich für die sozialen Belange in Köln. Sie gehörte 1928 zu den Initiatorinnen und Unterzeichnerinnen der gemeinsamen Eingabe verschiedener Kölner Frauenvereine an den Oberbürgermeister Konrad Adenauer und die Kölner Stadtverordnetenversammlung gegen den Abbau von Sozialausgaben.
Nach der Machtergreifung der Nationalsozialisten wurde das Ehepaar Philip zunehmend gesellschaftlich ausgegrenzt. Nachdem ihr jüdischer Ehemann im November 1938 verhaftet worden war, setzte sich Marga Philip intensiv für seine Freilassung aus der Haft ein. Nach seiner Entlassung aus dem KZ Dachau bemühten sich Paul und Marga Philip intensiv um die Emigration in die Niederlande. Pfingsten 1939 wanderte das Ehepaar aus. Ihrer finanziellen Rücklagen durch die sogenannte „Reichsfluchtsteuer“ beraubt, mussten sie einen großen Teil ihres Hausrates weit unter Wert verkaufen, um ihren Lebensunterhalt zu sichern. 
Nach der Ausbürgerung ihres Mannes und der damit verbundenen Einstellung der Ruhegehaltszahlungen im Jahr 1941 verschlechterten sich die Lebensbedingungen im Exil und der Gesundheitszustand ihres Mannes zusehends. Nach der Besetzung der Niederlande durch die Wehrmacht mussten sie befürchten, verhaftet und deportiert zu werden. Mehrfach wechselten sie den Wohnort. Nach dem Tod ihres Mannes am 26. März 1942 kehrte Marga Philip zu ihrer Mutter nach Köln zurück.
Nach dem Ende des Zweiten Weltkrieges engagierte sich Marga Philip in Köln für die Rechte und Belange von Frauen und Kindern. Bereits 1947 wurde der Kölner Ortsverband des überparteilichen Deutschen Frauenrings (DFR) gegründet. Marga Philip gehörte zu den Gründungsmitgliedern und übernahm den Vorsitz. Sie übernahm auch die Leitung der Organisation der ersten gemeinsamen Kölner Frauenmesse, die 1951 auf dem Kölner Messegelände unter dem Motto „Die Welt der Frau“ stattfand.
Von 1952 bis 1954 war sie Vizepräsidentin des DFR und in den folgenden Jahren als Beisitzerin bzw. von 1954 bis 1958 als Leiterin des Jugendreferates des DFR tätig. In Köln wurde sie Anfang der 1950er Jahre zur geschäftsführenden Vorsitzenden der Arbeitsgemeinschaft der Kölner Frauen-Verbände gewählt. Sie organisierte zahlreiche Projekte und Aktionen, unter anderem im  November 1956 nach der Niederschlagung des Aufstandes in Ungarn und den kriegerischen Auseinandersetzungen am Suezkanal initiierte sie einen Schweigemarsch. 1958 übernahm sie den Vorsitz des Ortsverbandes Köln im Deutschen Kinderschutzbund.
Marga Philip starb 1974 im Alter von 74 Jahren in Köln.

## Privatleben
Am 29. Mai 1923 heiratete sie den jüdischen Juristen Paul Philip. Nach dessen Tod im niederländischen Exil kehrte sie 1942 nach Köln zurück. Das Ehepaar hatte keine Kinder.

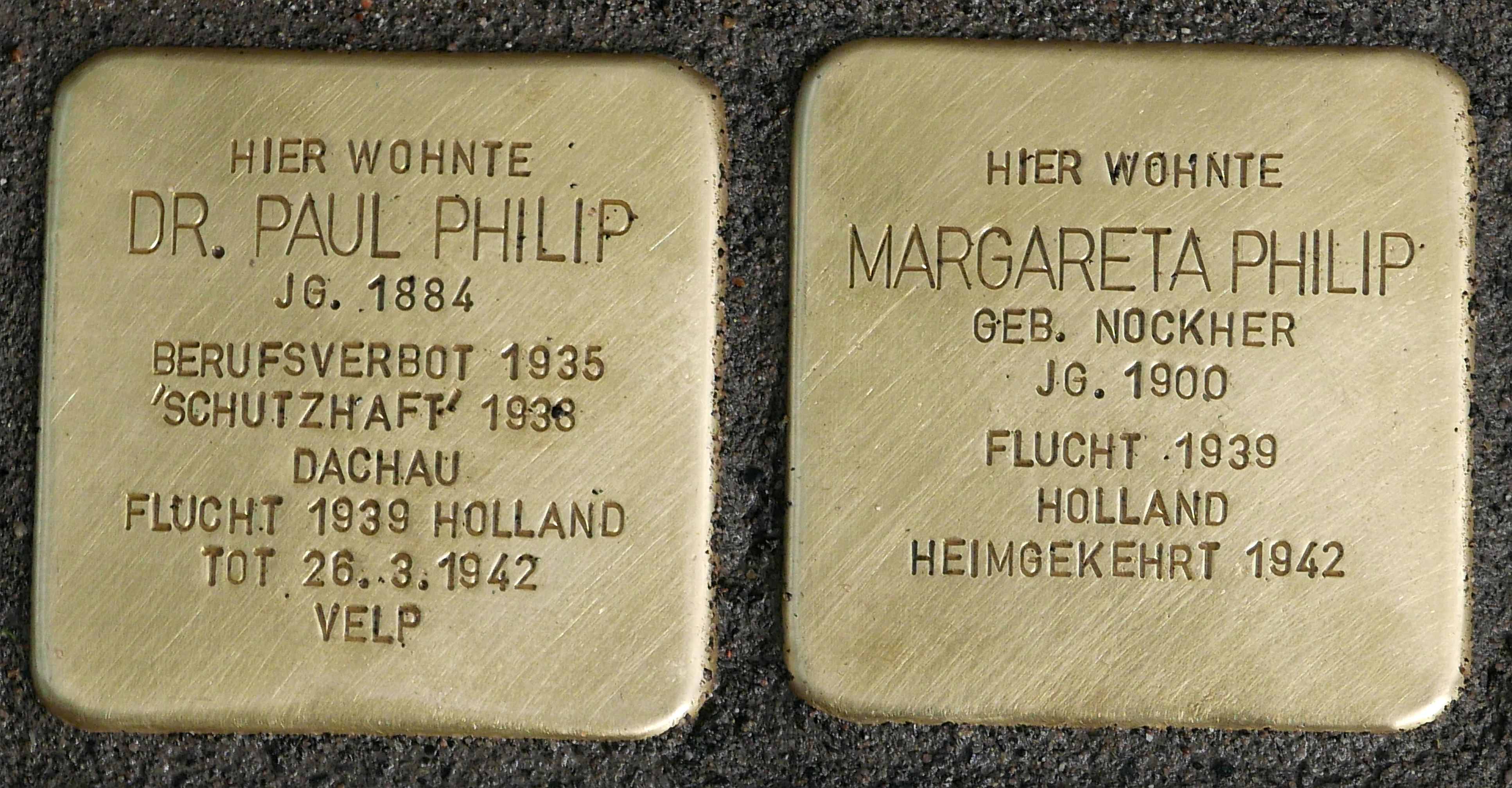
Stolpersteine für Margareta und Paul Philip vor dem ehemaligen Wohnhaus Wodanstrasse 60 in Köln-Rath

## Ehrungen
1971 wurde Marga Philip für ihr soziales Engagement das Verdienstkreuz am Bande des Verdienstordens der Bundesrepublik Deutschland verliehen.
Am 6. Oktober 2020 wurden vor dem letzten Wohnsitz der Familie Philip in Köln-Rath durch den Künstler Gunter Demnig zwei Stolpersteine zur Erinnerung an Marga Philip und ihren Mann Paul Philip verlegt.